# Chnoosporaceae
Famille
Les Chnoosporaceae sont une famille d’algues brunes de l’ordre des Ectocarpales. 
La famille des Chnoosporaceae est incluse dans la famille des Scytosiphonaceae selon AlgaeBase (3 janvier 2020).

## Étymologie
Le nom vient du genre type Chnoospora, dérivé du grec ancien Χνόος / chnóos, « duvet ; laine de rembourrage », et σπορα / spora, « semence ; graine »,, en référence aux « Filaments fertiles clavés [jointés] ou moniliformes [en forme de collier], densément tassés ».
Il est à noter que, le nom « Chnoosporaceae » a la même structure étymologique (mais inversée) que celle de la famille des Sporochnaceae.

## Liste des genres
Selon ITIS (25 août 2017) :
- Chnoospora J.Agardh, 1847